# ミラノ近郊鉄道S11線
S11線（S11せん）は、ミラノの近郊鉄道の路線である。2008年に開業され、現在はスイスとの国境を超えてすぐにあるキアッソ駅とミラノ・ポルタ・ガリバルディ駅をモンツァ駅を経由し結ぶ。このため、これはミラノ近郊鉄道の唯一の国際線である。運営者はロンバルディア州の鉄道を営業するトレノルドである。
S11線は、トレニタリアに属するミラノ-キアッソ線の全区間を走り、3000ボルトの架空電車線方式で、全部で14駅、路線長は51kmである。

## 歴史
- 2008年12月14日: ポルタ・ガリバルディ - キアッソ間に規則時刻（毎時同じ分位に発車）地方運行が開通
- 2009年12月13日: レジョナーレ列車（地方列車）からサービス名が現在のS11に改名

## 運行形式
基本的に午前5時から午後11時まで毎時往復2本が運行されるが、遅い朝と早い昼は毎時往復1本が運行される。
セレーニョ駅-ミラノ・グレコ・ピレッリ駅間はS9線が同区間を走るため、総合的に15分毎に列車が通る。

## 駅一覧
| 駅名                         | 駅名                   | 開業 | 乗換                   | 位置                         | 位置                         | 位置                      |
| カタカナ                     | イタリア語表記         | 開業 | 乗換                   | 位置                         | 位置                         | 位置                      |
| ---------------------------- | ---------------------- | ---- | ---------------------- | ---------------------------- | ---------------------------- | ------------------------- |
| キアッソ                     | Chiasso                | 2008 | S10 S40 スイス連邦鉄道 | キアッソ                     | ティチーノ州                 | スイス                    |
| コモ・サン・ジョヴァンニ     | Como San Giovanni      | 2008 | S10 S40                | コモ                         | コモ県                       | イタリア ロンバルディア州 |
| アルバーテ‐カメルラータ      | Albate-Camerlata       | 2008 |                        | コモ                         | コモ県                       | イタリア ロンバルディア州 |
| クッチャーゴ                 | Cucciago               | 2008 |                        | クッチャーゴ                 | コモ県                       | イタリア ロンバルディア州 |
| カントゥ‐チェルメナーテ      | Cantù-Cermenate        | 2008 |                        | カントゥ                     | コモ県                       | イタリア ロンバルディア州 |
| カリマーテ                   | Carimate               | 2008 |                        | カリマーテ                   | コモ県                       | イタリア ロンバルディア州 |
| カムナーゴ‐レンターテ        | Camnago-Lentate        | 2008 |                        | レンターテ・スル・セーヴェゾ | モンツァ・エ・ブリアンツァ県 | イタリア ロンバルディア州 |
| セレーニョ                   | Seregno                | 2009 |                        | セレーニョ                   | モンツァ・エ・ブリアンツァ県 | イタリア ロンバルディア州 |
| デージオ                     | Desio                  | 2009 |                        | デージオ                     | モンツァ・エ・ブリアンツァ県 | イタリア ロンバルディア州 |
| リッソーネ‐ムッジョー        | Lissone-Muggiò         | 2009 |                        | リッソーネ                   | モンツァ・エ・ブリアンツァ県 | イタリア ロンバルディア州 |
| モンツァ                     | Monza                  | 2009 |                        | モンツァ                     | モンツァ・エ・ブリアンツァ県 | イタリア ロンバルディア州 |
| セスト・サン・ジョヴァンニ   | Sesto San Giovanni     | 2009 |                        | ミラノ県                     | セスト・サン・ジョヴァンニ   | イタリア ロンバルディア州 |
| ミラノ・グレコ・ピレッリ     | Milano Greco Pirelli   | 2009 |                        | ミラノ県                     | ミラノ                       | イタリア ロンバルディア州 |
| ミラノ・ポルタ・ガリバルディ | Milano Porta Garibaldi | 2009 |                        | ミラノ県                     | ミラノ                       | イタリア ロンバルディア州 |